# 艾滕斯海姆
艾滕斯海姆是德国巴伐利亚州的一个市镇。总面积15.71平方公里，总人口2850人，其中男性1432人，女性1418人（2011年12月31日），人口密度181人/平方公里。